# バックカン省
バックカン省（バックカンしょう、ベトナム語：Tỉnh Bắc Kạn / 省北𣴓  発音、バッカンとも）は、ベトナムのかつての省（地方自治体）の一つ。省都はバックカン市。ベトナム東北部 に位置する。現代中国語では「北乾省」と表記されることもあるが、これは当て字である。また/a/を除く前舌母音に前置される/k/を"c"と表記するベトナム語正書法の一般規則に従いBắc Cạnと表記されることがあるが、同語はタイ・カダイ系言語のPác Kản（語義不詳）に由来する借用語であるため正式にはBắc Kạnである。
2025年、タイグエン省に統合された。
森林、鉱物などの天然資源に恵まれている。

## 行政区画
1市7県で構成される。
- バックカン市（Bắc Kạn / 北𣴓）
- バベー県（Ba Bể / 𠀧𣷭）
- バックトン県（Bạch Thông / 白通）
- チョドン県（Chợ Đồn / 𢄂屯）
- チョモイ県（Chợ Mới / 𢄂買）
- ナズィー県（Na Rì / 那夷）
- ガンソン県（Ngân Sơn / 銀山）
- パクナム県（Pác Nặm / 咟淰）